# Nado sincronizado no Campeonato Mundial de Esportes Aquáticos de 2017 - Rotina livre solo
A prova da rotina livre solo é um dos eventos do Campeonato Mundial de Esportes Aquáticos de 2017 que foi realizado entre os dias 17 de julho e 19 de julho de 2017 na cidade de Budapeste, na Hungria. 

## Calendário
| Fase          | Data        | Hora  |
| ------------- | ----------- | ----- |
| Eliminatórias | 17 de julho | 19:00 |
| Final         | 19 de julho | 11:00 |

## Medalhistas
| Ouro                     | Prata               | Bronze               |
| Svetlana Romashina (RUS) | Ona Carbonell (ESP) | Anna Voloshyna (UKR) |

## Resultados
| Pos.              | Nadadora               | Nacionalidade   | Eliminatória | Eliminatória | Final       | Final       |
| Pos.              | Nadadora               | Nacionalidade   | Pontos       | Pos.         | Pontos      | Pos.        |
| ----------------- | ---------------------- | --------------- | ------------ | ------------ | ----------- | ----------- |
| Medalha de ouro   | Svetlana Kolesnichenko | Rússia          | 95.5000      | 1            | 96.1333     | 1           |
| Medalha de prata  | Ona Carbonell          | Espanha         | 94.1667      | 2            | 95.0333     | 2           |
| Medalha de bronze | Anna Voloshyna         | Ucrânia         | 92.8667      | 3            | 93.3000     | 3           |
| 4                 | Yukiko Inui            | Japão           | 91.9667      | 4            | 92.0667     | 4           |
| 5                 | Linda Cerruti          | Itália          | 89.6000      | 6            | 90.6000     | 5           |
| 6                 | Jacqueline Simoneau    | Canadá          | 89.8333      | 5            | 90.1333     | 6           |
| 7                 | Evangelia Platanioti   | Grécia          | 87.8000      | 7            | 88.0000     | 7           |
| 8                 | Vasiliki Alexandri     | Áustria         | 85.3000      | 8            | 86.3333     | 8           |
| 9                 | Eve Planeix            | França          | 84.7667      | 9            | 84.6000     | 9           |
| 10                | Vasilina Khandoshka    | Bielorrússia    | 84.2000      | 10           | 83.7667     | 10          |
| 11                | Min Hae-yon            | Coreia do Norte | 84.1667      | 11           | 82.9000     | 11          |
| 12                | Kate Shortman          | Reino Unido     | 83.4667      | 12           | 82.3667     | 12          |
| 13                | Lara Mechning          | Liechtenstein   | 82.8667      | 13           | Não avançou | Não avançou |
| 14                | Vivienne Koch          | Suíça           | 82.2000      | 14           | Não avançou | Não avançou |
| 15                | Maria Clara Coutinho   | Brasil          | 80.1333      | 15           | Não avançou | Não avançou |
| 16                | Marlene Bojer          | Alemanha        | 79.6000      | 16           | Não avançou | Não avançou |
| 17                | Szofi Kiss             | Hungria         | 79.4000      | 17           | Não avançou | Não avançou |
| 18                | Yael Polka             | Israel          | 77.9000      | 18           | Não avançou | Não avançou |
| 19                | Lee Ri-young           | Coreia do Sul   | 77.8000      | 19           | Não avançou | Não avançou |
| 20                | Defne Bakırcı          | Turquia         | 77.3000      | 20           | Não avançou | Não avançou |
| 21                | Debbie Soh             | Singapura       | 75.6000      | 21           | Não avançou | Não avançou |
| 22                | Dara Tamer             | Egito           | 75.5667      | 22           | Não avançou | Não avançou |
| 23                | Bianca Consigliere     | Chile           | 73.1000      | 23           | Não avançou | Não avançou |
| 24                | Nevena Dimitrijević    | Sérvia          | 72.7333      | 24           | Não avançou | Não avançou |
| 25                | Kyra Hoevertsz         | Aruba           | 72.7000      | 25           | Não avançou | Não avançou |
| 26                | Hristina Damyanova     | Bulgária        | 72.3667      | 26           | Não avançou | Não avançou |
| 27                | Lee Lee Yhing Huey     | Malásia         | 72.2667      | 27           | Não avançou | Não avançou |
| 28                | Swietłana Szczepańska  | Polónia         | 72.0333      | 28           | Não avançou | Não avançou |
| 29                | Malin Gerdin           | Suécia          | 72.0333      | 29           | Não avançou | Não avançou |
| 30                | Aleisha Braven         | Nova Zelândia   | 67.5333      | 30           | Não avançou | Não avançou |
| 31                | Bianca Benavides       | Costa Rica      | 67.3333      | 31           | Não avançou | Não avançou |
| 32                | Melissa Alonso         | Cuba            | 66.7000      | 32           | Não avançou | Não avançou |

Legenda
| Recorde mundial       | Recorde mundial (World record)               |                       | Recorde africano                      | Recorde africano (African) |                                           | Q | Classificado por posição (Qualified) |
| Recorde do campeonato | Recorde do campeonato (Championship record)  | Recorde da América    | Recorde da América (Americas)         | q                          | Classificado por melhor tempo (Qualified) |   |                                      |
| Melhor marca do ano   | Melhor marca do ano (World leading)          | Recorde asiático      | Recorde asiático (Asian)              | DNS                        | Não largou (Did not start)                |   |                                      |
| Recorde nacional      | Recorde nacional (National record)           | Recorde europeu       | Recorde europeu (European)            | DNF                        | Não terminou (Did not finish)             |   |                                      |
| Recorde pessoal       | Recorde pessoal do atleta (Personal best)    | Recorde da Oceania    | Recorde da Oceania (Oceania)          | DSQ / DQ                   | Desclassificado (Disqualified)            |   |                                      |
| Recorde da temporada  | Recorde da temporada do atleta (Season best) | Recorde sul-americano | Recorde sul-americano (South America) | NM                         | Sem marca (No mark)                       |   |                                      |